# Boczniak różowy

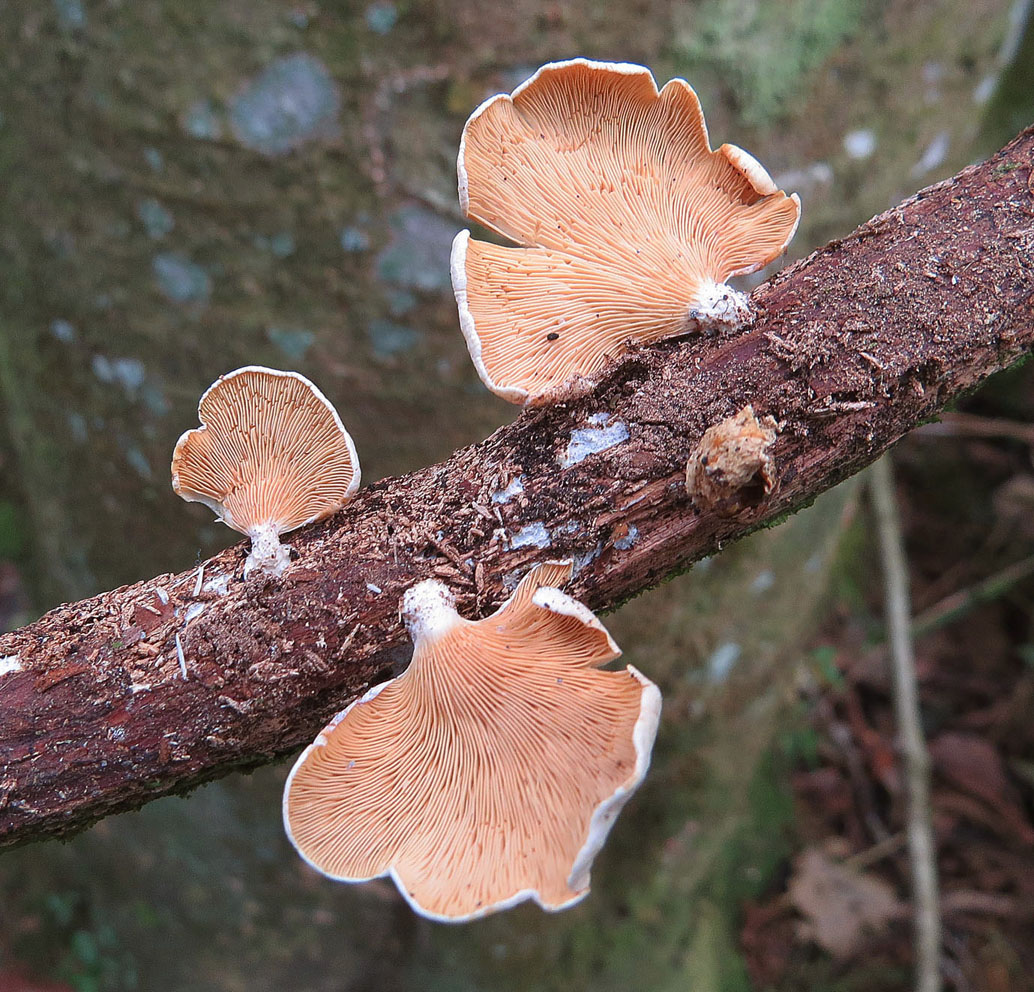
Boczniak różowy rosnący na drzewie

Boczniak różowy (Pleurotus djamor (Rumph. ex Fr.) Boedijn) – gatunek grzybów z rodziny boczniakowatych (Pleurotaceae).

## Systematyka i nazewnictwo
Pozycja w klasyfikacji według Index Fungorum: Pleurotus, Pleurotaceae, Agaricales, Agaricomycetidae, Agaricomycetes, Agaricomycotina, Basidiomycota, Fungi.

## Znaczenie
Uprawiany grzyb jadalny.